# Tanyproctus wraniki
Tanyproctus wraniki es una especie de insecto coleóptero de la familia Scarabaeidae.

## Distribución geográfica
Habita en la isla de Socotra.